# Bežanec kastélya
Bežanac egy 17. századi főúri kastély Horvátországban, a Zagorje nyugati részén fekvő Pregrada városához tartozó Valentinovo településen. A térség legnagyobb és legfontosabb kastélya.

## Fekvése
Pregrada város központjától 8 km-re délkeletre, a város déli bejárata előtt, a Krapinára menő főút mellett egy kis dombon, a Plemenščina-patak közelében áll. Közigazgatásilag Valentinovo településhez tartozik.

## Története
Bežanec a 17. század végén épült belső udvaros, egyszintes, négyszárnyas épületként barokk stílusban. Az 1830-as években klasszicista stílusban építették át. Ekkor készültek a homlokzatok középső részére a háromszög alakú oromzatok. A Keglevichek, a Kollenbachok, a Schlaun-Linden bárók voltak a tulajdonosai. 1842-ben Franz Ottenfels Gschwind báró, császári követ vásárolta meg. Jozefa bárónő sokat építtetett rajta, ugyanis egy jóslat azt mondta neki, hogy addig fog élni amíg építeni tud. A második világháború után államosították. A kastélyt 1990-ben egy vállalkozó Siniša Križanec vásárolta meg, aki felújíttatta és magas színvonalú szállodává alakíttatta. A kastély főként nyaranta fogad vendégeket.

## Mai állapota
A kastély épülete ma teljesen felújítva áll. A kastély emeletes négy épületszárnya egy belső udvart ölel körül. A homlokzatokat pilaszterekkel tagolták. A délkeleti főhomlokzaton oszlopokon nyugvó, díszes emeleti teraszt, a délnyugatin emeleti loggiákat és földszinti árkádokat alakítottak ki. A külső homlokzatok középső részén a klasszicizmusra jellemző háromszög alakú oromzatokat építettek. Az udvari homlokzatok árkádosak, a főhomlokzat fölé óratorony emelkedik. Egy 1911 után épített, 90 méter hosszúságú rezgőnyárfás állé vezet hozzá.
A kastély körüli, 2,96 hektár területű park parképítészeti emlékként védett. A park kiépítése két fázisban történt. A legrégebbi rész létesítése egybeesik a kastély felújításának idejével. A 19. század harmincas éveiben a kastély mögött páfrányfenyőkből, hársfákból és platánokból egy kis parkot hoztak létre. A második fázis az 1900 és 1911 közötti időszakban létesült, amikor a bejárati portált felépítették, a park körül élősövényt létesítettek, az út mentén pedig fenyőfákat ültettek és a kastély déli részén parkot alakítottak ki. A parkban a háromszáz éves hársfa mellett kaukázusi fenyők, páfrányfenyők, szivarfák, platánok, almafák és egyéb fák is találhatók. Régen egynyári virágok, rododendronok, azálea, jázminok, orgonák, bukszusok, rózsák, oleanderek és pálmafák is díszítették. A pálmafákat 19. század második felében hat falusi lány gondozta, közülük három a nyári hónapokban naponta öntözte őket, a másik három pedig gondozta őket, télen pedig az üvegházat fűtötte.